# Jaume Pla i Pladevall
Jaume Pla i Pladevall (Vilassar de Mar, 21 de maig de 1928) és un actor català.

## Biografia
Durant molts anys treballà com a representant d'una empresa de perfums (Deborah Ibérica) fins que es va poder dedicar al teatre. Ha interpretat obres de Salvador Espriu, William Shakespeare, Anton Txékhov i Bertolt Brecht i ha format part de nombroses companyies de teatre Grup de Teatre Independent, Companyia de Teatre Inestable, Teatre Truca a la Porta, Teatre del Sol, Teatre Nacional de Catalunya i Teatre Popular de Barcelona. A Sant Cugat del Vallès, durant molts anys, ha interpretat anualment el paper de l'abat Biure a l'obra Pedra i Sang.
Tanmateix, és més conegut per la seva aparició a televisió, on destacà pel seu paper de Ferran a la sèrie de TV3 El cor de la ciutat, i d'altres sèries com Estació d'Enllaç, Nissaga de poder, Plats Bruts, Temps de Silenci, Majoria Absoluta, Infidels i la Riera. També ha aparegut en sèries de Telecinco com Hospital Central o El Comisario. El 2011 va rebre la Creu de Sant Jordi per la seva implicació en diverses iniciatives que han contribuït al prestigi i a la renovació de l'escena catalana.
La temporada del 2013 encarna el paper principal de l'obra La meva Ismènia, d'Eugène Labiche, al teatre La Seca-Espai Brossa de Barcelona, i en els anys 2013, 2014 i 2015 interpreta el protagonista de l'obra Taula Rodona, o la joia de ser catalans de Pere Calders i Víctor Alexandre. En el 2016 protagonitza Abans que pugi el teló, de Víctor Alexandre. Aquesta obra és un regal d'Alexandre a l'actor, ja que l'escriu perquè ell en sigui l'intèrpret i pugui acomiadar-se dels escenaris amb un text que constitueix un homenatge al món del teatre.
Pel que fa al cinema, ha intervingut en diverses pel·lícules, com ara Lo mejor que le puede pasar a un cruasán (2003), El tránsfuga (2003), Las hijas de Mohamed (2004), L'ombra d'un crim (2005), ¿Por qué se frotan las patitas? (2006), Estigmas (2009), La vida comença avui (2010), Cendres (2013), i Un conte de Nadal (2014). El 2015, al costat de Montserrat Carulla, va protagonitzar el curtmetratge oficial del disc Cartes de l'Orient, de Blaumut, que és un càntic a l'emoció, a la superació i a la generositat. La darrera aparició de Jaume Pla davant la càmera ha estat com a protagonista del curtmetratge Tanto como siempre (2019), sobre l'efecte que té la malaltia d'Alzheimer en les persones que la pateixen.
L'any 2011 fou guardonat amb la Creu de Sant Jordi i el 2016 va rebre el Premi Extraordinari Ciutat de Sant Cugat en reconeixement de la seva trajectòria i a la seva manera de ser, de fer, de viure la ciutat i d'estimar la seva gent."
També ha estat un dels signants del Manifest de Suport a la Conferència per l'Estat propi.